# Прудовой проезд
Прудово́й проезд — небольшая улица на севере Москвы, в Останкинском районе Северо-Восточного административного округа; параллельно Новомосковской улице (слева). Появился в начале XX века как Кладбищенский переулок — по расположенному рядом Останкинскому кладбищу. В 1925 году мрачное название было заменено на современное, хотя сейчас Останкинский пруд, по которому проезд назван, отделён от Прудового проезда проездом Дубовой Рощи, территорией Останкинской телебашни и улицей Академика Королёва.

## Учреждения и организации
- Дом 3А — Мосзеленхоз; Мосводоканалстрой (Останкинский регулирующий узел);
- Дом 9 — школа «Венда»;
- Дом 9 — Останкинский совхоз декоративного садоводства, филиал ГУП Мосзеленхоз;
- Дом 11 стр. 1 — Останкинское кладбище.
- Дом 13 - малоэтажный жилой дом